# عشق توله سگی
عشق توله سگی (به انگلیسی: Puppylove) فیلمی در ژانر درام و اروتیک، با تکنیک فیلمبرداری پورنوگرافی سافت کور به کارگردانی و نویسندگی دلفین لهریس محصول سال ۲۰۱۳ مشترک بین‌المللی کشورهای بلژیک، فرانسه، لوکزامبورگ و سوئیس است.
از بازیگرانی که در این فیلم به ایفای نقش پرداخته‌اند، می‌توان از سولنی ریگو، آدری باستین و وینسنت پرز نام برد.
«عشق توله سگی‌” با نگاهی ویژه به “دلبستگی عاشقانه شدید، اما نسبتاً کم عمق در نوجوانان» به چگونگی عبور آنها از بحرانی‌ترین سنین زندگی شان می‌پردازد.
این فیلم برای اولین بار در جشنواره بین‌المللی فیلم سن سباستین به نمایش درآمد و در ۷ می ۲۰۱۴ در بلژیک اکران شد. این فیلم برنده جایزه ماگریت برای بهترین موسیقی متن شد.

## داستان
«دیان» دختری نوجوانی است که به همراه پدرش «کریستن» و برادر کوچکش «مارک» زندگی می‌کند. دیان تصمیم به داشتن رابطه جنسی با دوست پسرش «فرانک» می‌گیرد؛ ولی وقتی با عدم آمادگی او رو به رو می‌شود، منصرف می‌گردد. شب هنگام پدرش کریستن که برای گفتن «شب به خیر» به اتاق دیان می‌رود، با دیدن او که هنگام درس خواندن، فیلم پورن هم می‌بیند، شوکه می‌شود. دیان که به شدت تحت تأثیر بحران دوره بلوغ خود است، در حمام خود ارضایی می‌کند.
در همسایگی آنها دختر جوانی به نام «جولیا» زندگی می‌کند؛ که تازه به سن قانونی رسیده‌است؛ و دیان به صورت اتفاقی و از پنجره اتاقش شاهد جروبحث و کتک خوردن او از پدر سخت گیر و مستبدش است. جولیا به بهانهٔ گرفتن شماره یک مربی پیانو، برای آشنایی بیشتر با خانواده دیان به خانه آنها می‌رود؛ و با دیان برای یک مهمانی شبانه قرار می‌گذارد.
دیان که احساس و نیاز جنسی فراوان و کنترل نشده‌ای دارد، از پیدا کردن راه حلی برای مشکل خود عاجز است؛ او بعد از تمرین و دوش گرفتن در رختکن مدرسه وارد رختکن پسران می‌شود ولی با مداخله فرانک و مربی اش از مخمصه خود ساخته، نجات پیدا می‌کند. در بازگشت به خانه، دایان از پدرش دربارهٔ زیبایی و جذابیتش سؤال می‌کند و به او درخواست رابطه و عشق بازی را می‌دهد؛ اما وقتی با جواب منفی پدرش که اینکار را دیوانگی می‌داند، رو به رو می‌شود از ماشین پیاده شده و تنها به خانه بازمی‌گردد.
دیان برای دو روز با پدر و مادر جولیا به مسافرت می‌رود. بعد از صرف شام در هتل، دیان و جولیا برای خوردن مشروب به بار هتل می‌روند و پسر جوانِ بار به صورت غیرقانونی به آنها مشروب می‌دهد. جولیا با جوان در اتاق ۴۲۷ هتل قرار می‌گذارد و دیان که علاقه ای به همراهی او ندارد، سرانجام بعد از مدتی به آنها ملحق می‌شود. جولیا از دیان درخواست می‌کند، که با درآوردن لباسش برای دیدن سکس به آنها در رختخواب بپیوندد. پس از رابطه جولیا، پسر از دیان برای معاشقه دعوت می‌کند ولی جولیا سرخوشانه با یادآوری مجاورت اتاقشان با سوئیت پدر و مادرش، و اینکه ممکن است صدای آنها را بشنوند؛ از پسر می‌خواهد که برای به دردسر نیفتادن زودتر اتاق را ترک کند.
در دیسکو، دیان به پیشنهاد جولیا پسر رنگین‌پوستی را انتخاب می‌کند و از او می‌خواهد که او را ببوسد. جوان هم او را به سرویس دستشویی می‌برد و تقاضای رابطه دهانی می‌کند. دیان از رفتار فاحشه گونه جولیا و اینکه او را با پسری که از او سوء استفاده کرده، تنهایش گذاشته‌است، ناراحت می‌شود؛ اما جولیا با عذر خواهی به دیان قول می‌دهد؛ پسر مناسبی را برای او پیدا کند.
در برگشت به خانه دیان با معشوقه و همکار پدرش «آنیک» آشنا می‌شود و شب هنگام از صدای رابطه آنها خوابش نمی‌برد. دیان و پدرش برای مسافرت به کنار دریا می‌روند و این دفعه جولیا با قطار به آنها ملحق می‌شود. پدر دیان در صحبت با او از عشق و رابطه میان او و جولیا سخن می‌گوید ولی دیان با انکار داستان، به حالت قهر پدرش را ترک می‌کند. جولیا که در مقایسه پدر خود با کریستن، دیان را خوشبخت می‌داند؛ از فرصت استفاده کرده و برای تحریک کریستن، خودش را برهنه به او نشان می‌دهد.
جولیا و دیان برای قایق‌سواری به همراه پسرک قایق‌ران به دریا می‌روند و جولیا از دیان می‌خواهد به پسر قایق‌ران نزدیک شود. آنها شب در کانکس کنار دریا سکسی سه نفره را تجربه می‌کنند؛ و پسر باکرگی دیان را برمی‌دارد، اما فقط با جولیا سکس می‌کند؛ و در حالی که سه نفره در دریا شنا می‌کنند، دیان به جولیا از نداشتن هیچ احساسی در اولین رابطه می‌گوید و جولیا فقط انجام دادن اینکار و رد شدن از این مرحله را مهم می‌داند.
جولیا و دیان به شوخی کریستن را در حمام غافلگیر می‌کنند؛ و با دیدن فیلم و آواز خواندن و رقصیدن در کافه، لحظات شادی را تجربه می‌کنند. نیمه شب جولیا با بوسیدن لب کریستن درحالیکه دیان و مارک خواب هستند، خودش را در اختیار او قرار می‌دهد؛ اما کریستن که به شدت مردد است، راضی به سکس با جولیا نمی‌شود؛ ولی بالاخره با جولیا رابطه برقرار می‌کند و دیان که برای خوردن آب بیدار شده‌است، آنها را بیرون از سوئیت غافلگیر می‌کند. دیان که بهت زده آنها را می‌بیند، به صورت پدرش سیلی می‌زند و آنجا را ترک می‌کند و تنها با قایق به دریا می‌رود و با شنا کردن خودش را به اولین ساحل می‌رساند. کریستن بالاخره او را پیدا کرده و از او عذرخواهی می‌کند.
در برگشت جولیا که سعی دارد، رابطه خود را با دیان ترمیم کند می‌گوید، برای او اهمیت و فرقی ندارد که با کریستن یا هر کس دیگه ای رابطه داشته باشد و فقط دوست دارد از زندگی لذت برده و تفریح کند.
دیان به جولیا که عاشق تفریح کردن است؛ پیشنهاد همراهی و تفریح جدیدی می‌دهد؛ او با رد کردن خطرناک عرض بزرگراه در حالی که جولیا با ترس تنهایش گذاشته‌است؛ سعی می‌کند تمام خطوط قرمز زندگی خود را تجربه و رد کند، حتی اگر به قیمت جانش تمام شود.